# برلیم تلوریت
برلیم تلوریت (به انگلیسی: Beryllium telluride) با فرمول شیمیایی BeTe یک ترکیب شیمیایی با شناسه پاب‌کم ۸۲۹۹۱ است. که جرم مولی آن 136.612 g/mol می‌باشد. 